# EA Sports UFC
EA Sports UFC è un videogioco di arti marziali miste sviluppato da EA Canada e SkyBox Labs per le console PlayStation 4 e Xbox One.
Il gioco possiede la licenza ufficiale della Ultimate Fighting Championship (UFC) ed è stato pubblicato il 17 giugno 2014. Una dimostrazione giocabile venne diffusa in Rete su PlayStation Network e Xbox Marketplace il 3 giugno 2014, con gli atleti ritratti in copertina Jon Jones e Alexander Gustafsson come personaggi giocabili. Si tratta del primo titolo UFC pubblicato dopo la vendita della licenza da parte della THQ alla Electronic Arts.

## Modalità di gioco
L'intelligenza artificiale del gioco è in grado di cogliere i cambiamenti nella strategia di combattimento dei giocatori e di adeguarvisi per rendere l'esperienza di gioco più realistica rispetto ai precedenti giochi UFC; inoltre, il gioco simula in maniera fedele i "danni corporali" risultanti dai colpi ricevuti durante l'incontro. La modalità The Ultimate Fighter è presente all'inizio della modalità Carriera. Durante il proseguimento della carriera sono presenti vari bonus sbloccabili che perfezionano le abilità dei lottatori.

## Sviluppo
Inizialmente erano sorti dei contrasti quando il presidente della UFC Dana White aveva contattato l'Electronic Arts per discutere della possibilità di una serie di videogiochi ispirati alle arti marziali miste; la EA Sports aveva rifiutato la proposta e quindi la UFC si era rivolta alla THQ accordando ad essa i diritti del proprio brand. Il primo titolo sviluppato dalla THQ, UFC 2009 Undisputed, aveva venduto circa 2 milioni di copie. Grazie al successo della serie, la THQ si mise presto al lavoro per un sequel, UFC Undisputed 2010, al quale seguì UFC Undisputed 3 nel 2012.
Complice la crescita della popolarità della UFC, l'Electronic Arts mise in cantiere la lavorazione di EA Sports MMA, contattando la compagnia rivale della UFC, la Strikeforce. Dopo la chiusura della THQ, l'Electronic Arts annunciò la sinergia raggiunta con la Ultimate Fighting Championship all'Electronic Entertainment Expo 2012. La THQ confermò che i diritti UFC erano stati acquistati dalla EA Sports. La prima esperienza di gioco venne mostrata in un promo alla presentazione della consolle Xbox One. Il videogioco è uno dei primi a poter contare sul nuovo motore grafico Ignite sviluppato dalla Electronics Arts. Per dedicarsi allo sviluppo del titolo, l'Electronic Arts mise in ghiacciaia la serie Fight Night dedicata al pugilato: la compagnia motivò la decisione con il maggior appeal attuale delle arti marziali miste rispetto al pugilato, ma non escluse di riprendere la serie in futuro. Il gruppo di sviluppatori di Fight Night (EA Canada) divenne quindi quello della serie UFC Fighting.

## Lottatori
Il parco lottatori venne rivelato gradualmente dalla EA Sports. La rosa finale consiste di 97 lottatori UFC (esclusi i vari DLC aggiuntivi). La leggenda UFC Royce Gracie e l'icona delle arti marziali Bruce Lee sono inclusi entrambi nel gioco come personaggi sbloccabili; Gracie è presente nella categoria pesi medi, mentre Lee è disponibile nelle categorie di peso bantamweight, featherweight, lightweight e pesi welter. Il 22 luglio fu distribuito un aggiornamento gratuito, che aggiungeva i lottatori T.J. Dillashaw, Tyron Woodley e Takeya Mizugaki. Il 26 agosto 2014, la EA mise in circolazione un'altra patch con inclusi Stipe Miočić, Matt Brown e Mike Pyle. Il 2 ottobre fu la volta della terza patch che aggiungeva Tim Kennedy e Gunnar Nelson, e rendeva possibile far cambiare categoria di peso a Nick Diaz. Il 29 ottobre, la EA pubblicò il quarto aggiornamento con inclusi Hector Lombard, Diego Sanchez e Michael Chiesa. Il 19 novembre, uscì la quinta patch, questa volta con l'inclusione di Myles Jury, Andrei Arlovski, e Yoel Romero. Il 10 dicembre, la EA sviluppò il "Legends Pack", che aggiungeva al gioco Mark Coleman, Matt Hughes, Quinton "Rampage" Jackson e Brock Lesnar. Infine, il 21 gennaio 2015 è stato distribuito l'ultimo aggiornamento della rosa di lottatori, con Eddie Alvarez, Holly Holm, Rafael dos Anjos e Anthony Johnson.
| Divisione maschile | Divisione femminile                                                                                     | DLC |
| --- | --- | --- |
| - Fabrício Werdum - Cain Velásquez - Júnior dos Santos - Travis Browne - Alistair Overeem - Mark Hunt - Roy Nelson - Frank Mir - Antônio Rodrigo Nogueira - Antônio "Bigfoot" Silva - Pat Barry - Daniel Cormier - Jon Jones - Alexander Gustafsson - Glover Teixeira - Rashad Evans - Dan Henderson - Chael Sonnen - Antônio Rogério Nogueira - Ryan Bader - Wanderlei Silva - Forrest Griffin - Chuck Liddell - Phil Davis - Maurício Rua - Gegard Mousasi - Chris Weidman - Anderson Silva - Rich Franklin - Lyoto Machida - Vítor Belfort - Ronaldo Souza - Mark Muñoz - Michael Bisping - Francis Carmont - Costas Philippou - Cung Le - Luke Rockhold - Robbie Lawler - Johny Hendricks - Rory MacDonald - Carlos Condit - Demian Maia - Georges St-Pierre - Nick Díaz - Josh Koscheck - Jake Ellenberger - Martin Kampmann - Pascal Krauss - Tarec Saffiedine - Anthony Pettis - Benson Henderson - Gilbert Meléndez - Josh Thomson - Nate Díaz - Khabib Nurmagomedov - Donald Cerrone - Joe Lauzon - Jim Miller - T.J. Grant - Gray Maynard - Ross Pearson - José Aldo - Chad Mendes - Frankie Edgar - Ricardo Lamas - Cub Swanson - Jung Chan-sung - Clay Guida - Conor McGregor - B.J. Penn - Dennis Siver - Dustin Poirier - Renan Barão - Urijah Faber - Mike Easton - Erik Pérez - Dominick Cruz - Michael McDonald - Eddie Wineland - Brian Bowles - Brad Pickett - Bruce Lee* - Royce Gracie* - Demetrious Johnson - Ian McCall - Scott Jorgensen - Joseph Benavidez - Tim Elliott - John Dodson - Darren Uyenoyama - Louis Gaudinot | - Ronda Rousey - Miesha Tate - Cat Zingano - Liz Carmouche - Sara McMann - Sarah Kaufman - Alexis Davis | - Stipe Miočić - Andrei Arlovski - Brock Lesnar - Mark Coleman - Quinton Jackson - Anthony Johnson - Tim Kennedy - Yoel Romero - Tyron Woodley - Matt Brown - Mike Pyle - Gunnar Nelson - Héctor Lombard - Matt Hughes - Rafael dos Anjos - Diego Sanchez - Michael Chiesa - Myles Jury - Eddie Álvarez - T.J. Dillashaw - Takeya Mizugaki - Holly Holm |

(*) = Personaggio sbloccabile